# 阿拉萨内·瓦塔拉
阿拉薩內·德拉马内·瓦塔拉（法語：Alassane Dramane Ouattara，發音：[alasan wataʁa]；1942年1月1日—）是一位科特迪瓦政治家。1990年－1993年出任科特迪瓦总理。现为共和人士联盟主席。

## 总统
瓦塔拉参加了2010年科特迪瓦总统选举，被独立选举委员会宣其在大选中获胜。然而选举结果不被科特迪瓦宪法委员会承认，另外宣布现任总统洛朗·巴博获得连任。2010年12月4日，瓦塔拉和巴博各自坚持自己获胜，分别宣誓就任总统。
2011年3月31日，支持瓦塔拉的科特迪瓦共和军開始圍攻象牙海岸最大的城市、經濟首都阿比讓。4月11日巴博被逮捕。

## 外部連結
- 阿拉萨内·瓦塔拉的X（前Twitter）
- 阿拉萨内·瓦塔拉的Facebook專頁